# Trianoptiles stipitata
Trianoptiles stipitata är en halvgräsart som beskrevs av Margaret Rutherford Bryan Levyns. Trianoptiles stipitata ingår i släktet Trianoptiles och familjen halvgräs. Inga underarter finns listade i Catalogue of Life.